# Gerhard Palitzsch
Gerhard Arno Max Palitzsch (17. června 1913, Grossopitz u Drážďan – 7. prosince 1944, nedaleko Budapešti) byl za 2. světové války jeden z nejhorších a nejbestiálnějších dozorců a členů SS, kteří působili ve vyhlazovacím táboře Osvětim-Březinka. Erich Kulka a Ota Kraus, kteří tento tábor přežili, na něho vzpomínali jako na „jednoho z nejobávanějších birkenauských esesáků“, který byl pověstný popravami, především pak střílením sovětkých válečných zajatců do týla hlavy. Střílel i děti. Jeho slabostí však byly ženy a za poměr s židovskou vězeňkyní byl vyšetřován, souzen, přeložen v roce 1943 krátce do Pomocného koncentračního tábora v Brně a později degradován. Padl pak v boji nedaleko maďarské Budapešti.
Do SS vstoupil jako dvacetiletý roku 1933 a před začátkem války působil mj. jako velitel v koncentračním táboře Sachsenhausen. V březnu 1941 byl pak mezi prvními u vzniku koncentračního tábora v Osvětimi, a to i s Rudolfem Hössem, který zde zastával funkci hlavního velitele jako první a také nejdéle. Höss po válce na něj vzpomínal jako na „kreaturu“, jeden z členů SS, který rovněž v Osvětimi působil a osobně se s ním znal, pak po válce uvedl: „Moll a Palitzsch patří pravděpodobně k největším zabijákům minulé války.“
Svědků, kteří Palitzsche viděli za války popravovat, bylo mnoho. Během Frankfurtského procesu s bývalými dozorci a lékaři v Osvětimi uvedl například jeden polský svědek: „Jednou přivedli matku s dítětem na rukou. Nejdříve zastřelili dítě, pak ženu. Tehdy střílel Palitzsch.“ V tom si někteří dozorci libovali – zastřelili nejdříve dítě, aby to pro matku bylo ještě horší.
Palitzchovu pádu v SS dopomohlo také to, že v Osvětimi obchodoval se zlatem a šperky, resp. se snažil sehnat je pro svou osobní potřebu. Korupce byla totiž v táboře mezi dozorci SS veliká, ačkoliv to bylo oficiálně zakázáno. V nalezených věcech po vězních – především těch, kteří byli určeni k smrti v plynových komorách – se však nacházelo velké množství cenností včetně zlata. Vězňové, kteří se k němu dostali, ho poté běžně vyměnovali s dozorci za jídlo, ošacení, lepší zacházení apod. Na to vzpomínali bývalí osvětimští vězňové Erich Kulka a Ota Kraus takto (ti ho nesprávně pojmenovali „Palitschem“):
„Slabou stránkou Palitsche byly však ženy. A nebyly to jen rasově čistokrevné dozorkyně SS, kterým věnoval svou přízeň. Líbily se mu židovky i cikánky. Jedna z nich se mu stala osudnou. Höss ho nenáviděl a ostatní esesáci mu záviděli. Palitsch byl přistižen, a tím jeho kariéra skončila. Byl uvězněn a po dalších obviněních skončil před vojenským soudem. Palitsch předtím s dvěma poddůstojníky správy tábora pomohl také k útěku vězňovi Meierovi z obavy, aby nebyly vyzrazeny jeho machinace s krádežemi zlata a šperků. Vězeň hrozil, že to vše oznámí, neumožní-li mu útěk. Protože síť byla velmi rozvětvená a Meier se zajistil tak, že i v případě jeho odpravení by se věc na Palitsche prozradila, pomohl mu k útěku. Vězeň však byl chycen a svým doznáním Palitschovi přitížil.“
Po jeho krátkém působení v roce 1943 v Pomocném koncentračním táboře v Brně na pozici velitele, kde byl přeložen za trest, byl nakonec povolán do trestního tábora pro členy SS Matzkau-Danzig nedaleko Gdaňsku a souzen. V červnu roku 1944 byl pak vyloučen z SS. Účastnil se ještě bojů v Maďarsku, kde také padl. Jeho tělo bylo poté pohřbeno na vojenském hřbitově v Budapešti.
Válku nepřežila ani Palitzschova žena, která s ním měla dvě děti. Již v listopadu 1942 zemřela na tyfus[nepřesný odkaz].